# Koszykówka na Plażowych Igrzyskach Azjatyckich 2012
Podczas III Plażowych Igrzysk Azjatyckich rozegrano dwa turnieje koszykarskie: kobiecy i męski. Turnieje odbywały się w dniach od 17 do 19 czerwca 2012 r. W rozgrywkach brały udział drużyny złożone z trzech zawodników + jeden rezerwowy.

## Medale
| Poz.    | Państwo            | Złoto | Srebro | Brąz | Łącznie |
| ------- | ------------------ | ----- | ------ | ---- | ------- |
| 1       | Afganistan (AFG)   | 1     | -      | -    | 1       |
| 1       | Indie (IND)        | 1     | -      | -    | 1       |
| 2       | Chiny (CHN)        | -     | 1      | -    | 1       |
| 2       | Turkmenistan (TKM) | -     | 1      | -    | 1       |
| 3       | Filipiny (PHI)     | -     | -      | 1    | 1       |
| 3       | Mongolia (MGL)     | -     | -      | 1    | 1       |
| Łącznie | Łącznie            | 2     | 2      | 2    | 6       |

### Medaliści
| Konkurencja      | Złoto                                                                                   | Srebro                                                                            | Brąz                                                                                             |
| ---------------- | --------------------------------------------------------------------------------------- | --------------------------------------------------------------------------------- | ------------------------------------------------------------------------------------------------ |
| Turniej mężczyzn | Afganistan · Nafi Mashriqi · Billal Ahmad Azizi · Mostafa Asefi · Shikaeb Rahi Soratgar | Turkmenistan · Toýly Baýryýew · Aleksandr Paşkow · Igor Mazurow · Pawel Awerýanow | Mongolia · Otgonbaatariin Sergelen · Tsetsgee Mergen · Shiinen Sedbazar · Davaasambuu Delgernyam |
| Turniej kobiet   | Indie · Geethu Anna Jose · Anitha Pauldurai · Shireen Limaye · Kiranjit Kaur            | Chiny · Chen Hong · Wang Siyu · Zhang Xu · Dilana Dilixiati                       | Filipiny · Analyn Almazan · Allana May Lim · Melissa Jacob · Merenciana Arayi                    |